# George Washborne Morgan
George Washborne Morgan (* 9. April 1822 in Gloucester; † Juli 1892 in Tacoma, Washington) war ein US-amerikanischer Organist und Komponist.

## Leben
Morgan trat bereits im Alter von acht Jahren in England als Organist auf und wurde zwölfjährig Organist an der Kathedrale seiner Heimatstadt. Er galt bald als ernsthafter Konkurrent der Orgelvirtuosen Sir Henry Smart und war ab 1851 Organist an zwei Kirchen in London.
Seit 1853 lebte Morgan in New York, wo er verschiedene Organistenstellen innehatte. Er galt als einer der bedeutendsten US-amerikanischen Kirchenorganisten und war der erste amerikanische Konzertorganist. Neben zahlreichen Orgelwerken komponierte er Lieder, Anthems und einen Morgenservice.